# 弗雷斯内多索
弗雷斯内多索，是西班牙卡斯蒂利亚-莱昂萨拉曼卡省的一个市镇。 总面积8平方公里，总人口123人（2001年），人口密度15人/平方公里。